# Amt Penkun

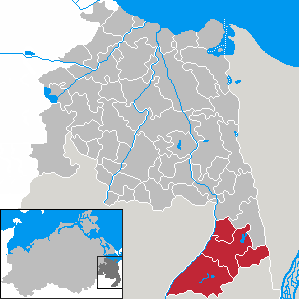
Amt Penkun im Landkreis Uecker-Randow

Im Amt Penkun (Landkreis Uecker-Randow in Mecklenburg-Vorpommern) waren auf einer Fläche von 158,83 km² die Stadt Penkun (Amtssitz) und die acht Gemeinden Glasow, Grünz, Krackow, Lebehn, Nadrensee, Sommersdorf, Storkow und Wollin zur Erledigung ihrer Verwaltungsgeschäfte zusammengeschlossen.

## Geschichte

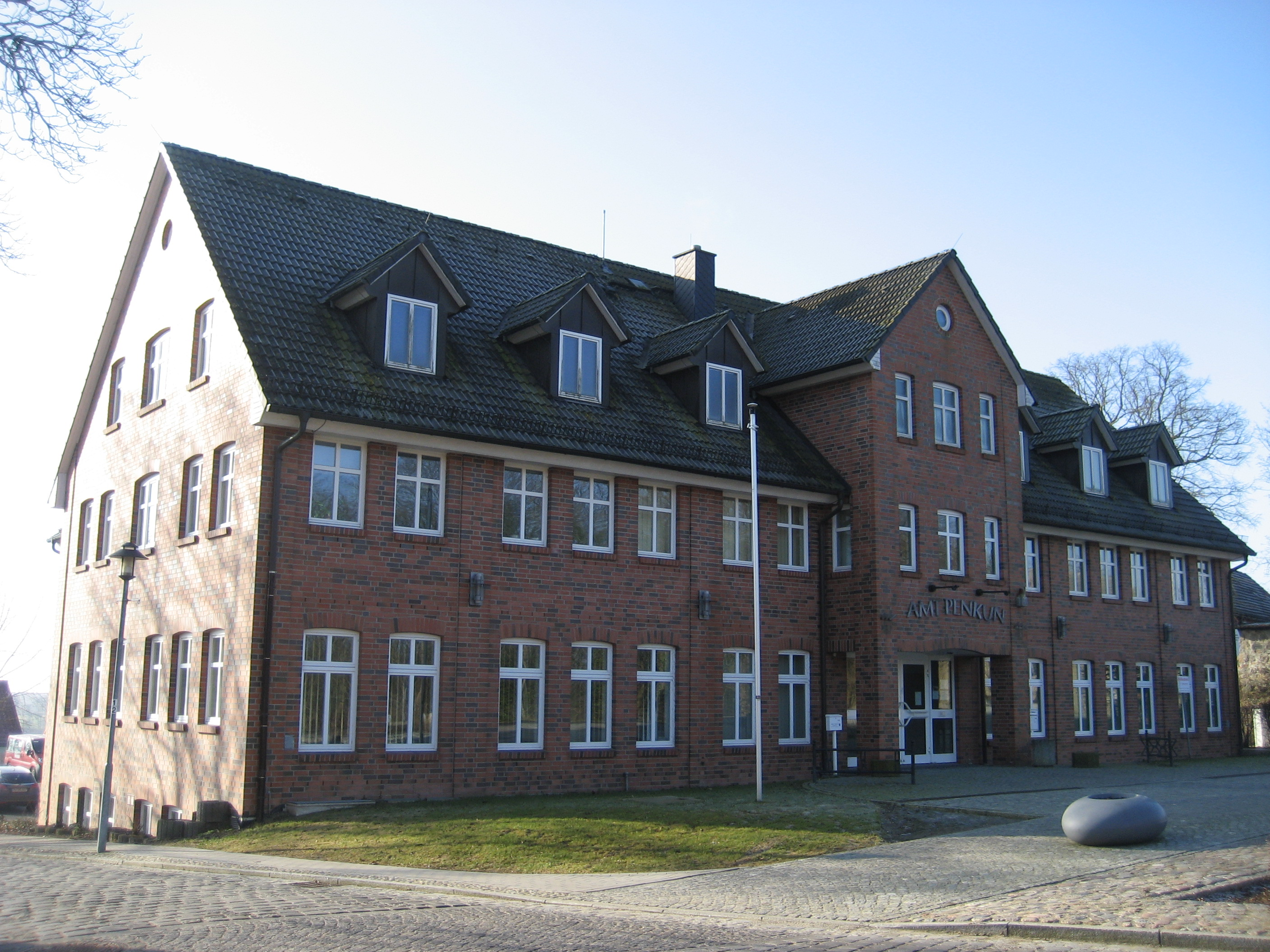
Gebäude des Amtes Penkun

Die vormals selbständigen Gemeinden Grünz, Sommersdorf, Storkow und Wollin b. Penkun wurden am 1. Januar 1999 in die Stadt Penkun eingegliedert. Am 13. Juni 2004 wurde die vormals selbständige Gemeinde Lebehn nach Krackow eingemeindet.
Das Amt bestand bis zum 1. Juli 2004 und fusionierte dann mit dem Amt Löcknitz zum neuen Amt Löcknitz-Penkun mit dem Amtssitz in Löcknitz. Die Entscheidung zum Zusammenschluss der beiden Ämter geht auf einen Beschluss der Landesregierung von Mecklenburg-Vorpommern aus dem Jahr 2000 für eine Reform der kommunalen Ämterstruktur und der ab 2005 damit einhergehenden Funktionalreform II zurück. Danach sollen laut § 125 Abs. 3 Kommunalverfassung M-V (KV M-V) [...] Fläche und Einwohnerzahl eines Amtes so bemessen werden, dass eine leistungsfähige, sparsame und wirtschaftlich arbeitende Verwaltung unter ehrenamtlicher Leitung erreicht wird. Hierbei sind die örtlichen Verhältnisse, im Besonderen die Verkehrs-, Schul- und Wirtschaftsverhältnisse sowie die kulturellen und geschichtlichen Beziehungen angemessen zu berücksichtigen. Die Ämter sollen in der Regel 8000 Einwohner und mehr haben, mindestens jedoch über 6000 Einwohner verfügen. Einem Amt sollen in der Regel nicht mehr als zehn Gemeinden angehören. Das Amt Penkun hatte zu diesem Zeitpunkt mit seinen lediglich noch 4 Gemeinden und der Stadt Penkun zusammen nur noch 3513 Einwohner.

## Bevölkerungsentwicklung
| Jahr | Einwohner |
| ---- | --------- |
| 1992 | 4043      |
| 1995 | 3898      |
| 2000 | 3739      |
| 2003 | 3513      |

## Amtsvorsteher
- bis 2004: Günter Stegemann